# Aeropuerto de Wollaston Lake
El Aeropuerto de Wollaston Lake (del inglés: Wollaston Lake Airport) (IATA: ZWL, OACI: CZWL) está ubicado adyacente a Wollaston Lake, Saskatchewan, Canadá.

## Aerolíneas y destinos
- Pronto Airways
  - Prince Albert / Aeropuerto de Prince Albert
  - Points North / Aeropuerto de Points North
  - Saskatoon / Aeropuerto Internacional de Saskatoon John G. Diefenbaker
- Transwest Air
  - La Ronge / Aeropuerto de La Ronge
  - Points North / Aeropuerto de Points North
  - Prince Albert / Aeropuerto de Prince Albert
  - Regina / Aeropuerto Internacional de Regina
  - Saskatoon / Aeropuerto Internacional de Saskatoon John G. Diefenbaker